# Lipomyces orientalis
Lipomyces orientalis är en svampart som beskrevs av Thanh 2006. Lipomyces orientalis ingår i släktet Lipomyces och familjen Lipomycetaceae.   Inga underarter finns listade i Catalogue of Life.